# 阿隆当
阿隆当（法語：Allondans，法語發音：[alɔ̃dɑ̃]）是法国杜省的一个市镇，属于蒙贝利亚尔区。

## 地理
阿隆当（47°31'9"N, 6°44'51"E）面积5.14 平方千米，位于法国勃艮第-弗朗什-孔泰大區杜省，该省份为法国东部内陆省份，北起上索恩省，西接汝拉省，东部及东南部与瑞士接壤，东北部与贝尔福地区省接壤。
与阿隆当接壤的市镇（或旧市镇、城区）包括：蒙贝利亚尔、圣苏珊、丹村、伊桑。

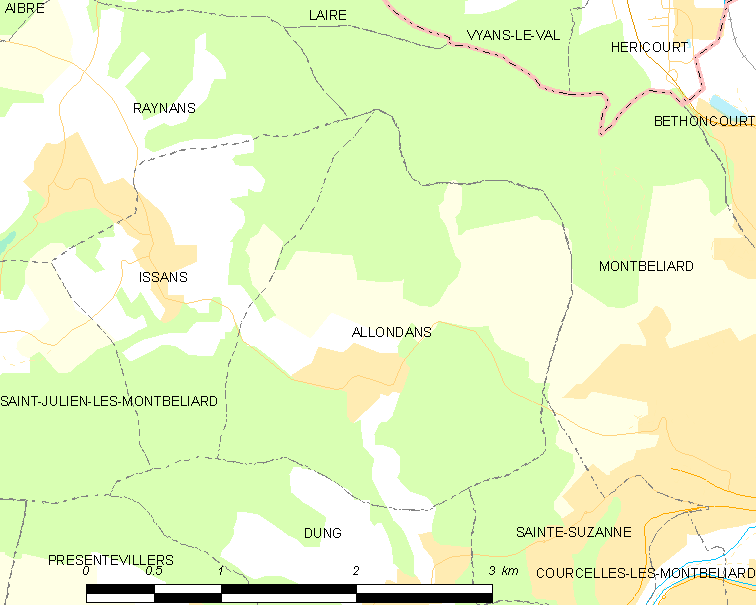
阿隆当的OSM定位图

阿隆当的时区为UTC+01:00、UTC+02:00（夏令时）。

## 行政
阿隆当的邮政编码为25550，INSEE市镇编码为25013。

## 政治
阿隆当所属的省级选区为巴旺县。

## 人口

1962-2008年间阿隆当人口变化图示

阿隆当于2022年1月1日时的人口数量为237人。